# Districte de Landshut
El districte de Landshut, en alemany Landkreis Landshut, és un districte (Landkreis), una divisió administrativa d'Alemanya de la regió administrativa de la Baixa Baviera a l'estat federat de l'Estat Lliure de Baviera (Freistaat Bayern). Limita al nord i en sentit horari amb el districte de Kelheim, Straubing-Bogen, Dingolfing-Landau, Rottal-Inn, Eichstätt, Mühldorf, Erding i Freising. Compta amb una població de 142.400 habitants (2017).

## Història
La ciutat de Landshut va ser fundada el 1204 per la família Wittelsbach de Baviera. Des de llavors, la regió sempre ha estat part de Baviera.
El districte actual es va establir el 1972 mitjançant la fusió dels antics districtes de Landshut, Rottenburg i Vilsbiburg i afegint alguns municipis dels districtes circumdants.

## Geografia
El districte comprèn un paisatge natural a les dues ribes del riu Isar.

## Economia
Molts residents treballen a la planta d'automòbils de la BMW de Dingolfing (anteriorment Glas) que es va expandir massivament durant la dècada de 1970. Altres es desplacen diàriament a Múnic, que es troba a 74 km al sud-oest.
La primera central nuclear d'investigació a Niederaichbach va ser desmantellada i va tornar al seu estat natural el 1995. Dos reactors nuclears, coneguts com a Isar I i Isar II, al districte d'Essenbach segueixen operatius: la generació d'energia nuclear continua sent una important font laboral local.

## Escut d'armes
| Escut d'armes | L'escut d'armes mostra: - el patró blau i blanc de Baviera - les armes del comtat de Preysing, que governaven el territori en l'època medieval |

## Ciutats i municipis

Ciutats i municipis al Landkreis Landshut

| Ciutats                                   | Municipis | |
| ----------------------------------------- | --- | --- |
| 1. Rottenburg an der Laaber 2. Vilsbiburg | 1. Adlkofen 2. Aham 3. Altdorf 4. Altfraunhofen 5. Baierbach 6. Bayerbach bei Ergoldsbach 7. Bodenkirchen 8. Bruckberg 9. Buch am Erlbach 10. Eching 11. Ergolding 12. Ergoldsbach 13. Essenbach 14. Furth 15. Geisenhausen 16. Gerzen | 1. Hohenthann 2. Kröning 3. Kumhausen 4. Neufahrn in Niederbayern 5. Neufraunhofen 6. Niederaichbach 7. Obersüßbach 8. Pfeffenhausen 9. Postau 10. Schalkham 11. Tiefenbach 12. Velden 13. Vilsheim 14. Weihmichl 15. Weng 16. Wörth an der Isar 17. Wurmsham |